# Surinam (sèrie de televisió)
Surinam (coreà: 수리남, Surinam), més conegut internacionalment com a Narco-Saints, és una sèrie de televisió sud-coreana en streaming dirigida i coescrita per Yoon Jong-bin, i protagonitzada per Ha Jung-woo, Hwang Jung-min, Park Hae-soo, Jo Woo-jin, Yoo Yeon-seok i Nubel Feliz Yan. Es va estrenar el 9 de setembre de 2022 en Netflix.
Basada en fets reals, la sèrie presenta a un empresari ordinari que no té més remei que arriscar la seva vida en unir-se a la missió secreta del servei secret sud-coreà Servei d'Intel·ligència Nacional per a capturar a un narcotraficant sud-coreà que opera a Surinam.

## Controvèrsies
El 13 de setembre de 2022, el ministre d'Afers Exteriors de Surinam va expressar el seu descontentament per la sèrie i el seu govern ha emprès accions legals contra la productora per danyar suposadament la imatge del país en presentar drogues i corrupció institucional a la sèrie. El govern també va dir que presentaria una protesta davant el govern sud-coreà.